# Salamandrina
Salamandrina är ett släkte av groddjur som ingår i familjen salamandrar.
Dessa salamandrar förekommer i bergstrakter i Italien.
Arter enligt Catalogue of Life:
- Salamandrina perspicillata
- Salamandrina terdigitata